# Esquizocarpo

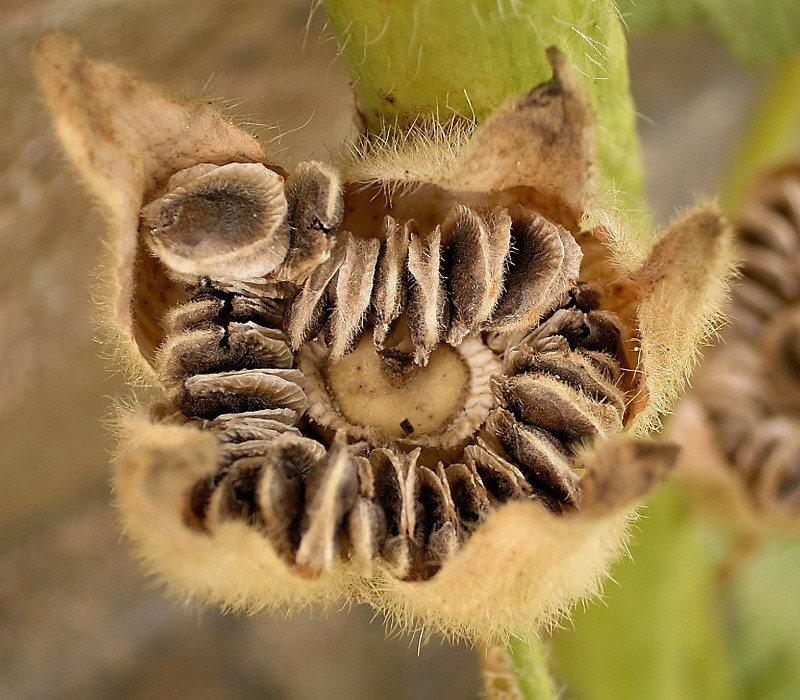
Esquizocarpo de Alcea rosea com os mericarpos visíveis.

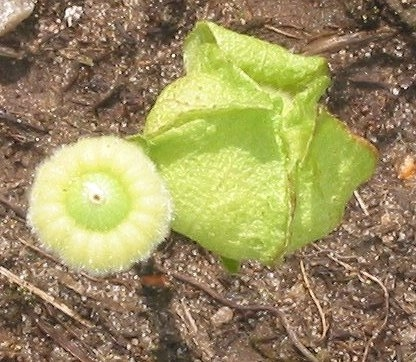
Mericarpo indeiscente (sempre fechado) de Malva moschata.

Esquizocarpo é um tipo de fruto seco indeiscente, derivado de um gineceu sincárpico multicarpelar, cujos carpelos se separam inteiramente na maturidade, formando frutos parciais monospérmicos, os mericarpos. Cada carpelo dá origem a um mericarpo, um frutículo contendo uma única semente, geralmente deiscente e livre. Exemplos deste tipo de fruto são a mamona (género Ricinus) e a cenoura (género Daucus).

## Descrição
Um esquizocarpo é um tipo específico de fruto seco indeiscente que se desenvolve a partir de um gineceu pluricarpelar. Na maturidade, o esquizocarpo divide-se em mericarpos de uma só semente, cada um deles semelhante a um pequeno fruto isolado, daí receberem, frequentemente, a designação de "frutículos".
Por sua vez, os mericarpos podem ser:
- Deiscentes, abrindo-se espontaneamente para soltar a semente, como no género Geranium (gerânios). Neste caso, são similares às cápsula, mas com uma etapa adicional;
- Indeiscentes, permanecendo fechados após a maturação compelta, como o fruto da planta da cenoura ou das malvas.

Uma definição mais alargada, mas frequente, inclui qualquer fruto que se separe espontaneamente em segmentos indeiscentes com uma única semente, como ocorre nos géneros Desmodium, Malva, Malvastrum e Sida.